# Manuel Jacinto da Ponte
Manuel Jacinto da Ponte (Maia, Ribeira Grande, 1843 — Ponta Delgada, 17 de Dezembro de 1921) foi um professor e político açoriano. Professor de primeiras letras de grande reputação, ensinou sucessivas gerações dos filhos das melhores famílias de Ponta Delgada. Presidiu à comissão fundadora do Hospital da Maia e foi presidente da Comissão Executiva do Partido Republicano Liberal no Distrito de Ponta Delgada. Autonomista convicto, foi um dos paladinos do Primeiro Movimento Autonomista Açoriano e vogal da primeira Junta Geral do Distrito Autónomo de Ponta Delgada, saída das eleições de 8 de Dezembro de 1895, como procurador pelo concelho de Ponta Delgada. 
A cidade de Ponta Delgada lembra Manuel Jacinto da Ponte na sua toponímia, dedicando-lhe a Rua Manuel da Ponte, designação que foi atribuída, por deliberação camarária de 22 de Abril de 1922, à antiga Rua da Fonte Velha. A placa toponímica foi descerrada em sessão solene realizada a 17 de Dezembro daquele ano. Também na sua freguesia natal, a Maia do concelho da Ribeira Grande, é lembrado como patrono da Escola Básica local e na toponímia de um dos seus principais arruamentos.